# Пимента (растение)
Пиме́нта (англ. Pimenta) — род деревьев семейства Миртовые (Myrtaceae).
Наиболее известный представитель — Пимента лекарственная, из которой получают душистый перец.

## Ботаническое описание
Кустарники. Листья супротивные, крупные, кожистые, вечнозелёные, без прилистников. Цветки в пазушных, тройчатых, зонтикообразных соцветиях; тычинок много; завязь нижняя, с 2 гнёздами, в каждом 1—6 семяпочек. Семян 1—2, зародыш спиральный; семенная кожура кожистая.

## Таксономия
Род Пимента включает 16 видов:
- Pimenta adenoclada (Urb.) Alain
- Pimenta cainitoides (Urb.) Burret
- Pimenta communis Lindl.
- Pimenta dioica (L.) Merr. — Пимента лекарственная, или Ямайский перец
- Pimenta ferruginea (Griseb.) Burret
- Pimenta filipes (Urb.) Burret
- Pimenta guatemalensis (Lundell) Lundell
- Pimenta haitiensis (Urb.) Landrum
- Pimenta jamaicensis (Britton & Harris) Proctor
- Pimenta obscura Proctor
- Pimenta odiolens (Urb.) Burret
- Pimenta oligantha (Urb.) Burret
- Pimenta podocarpoides (Areces) Landrum
- Pimenta pseudocaryophyllus (Gomes) Landrum
- Pimenta racemosa (Mill.) J.W.Moore — Пимента кистевидная, или Бай-дерево
- Pimenta richardii Proctor